# Silnice II/169
Silnice II/169 je silnice II. třídy, která vede z Horažďovic do Kvildy. Je dlouhá 43,3 km. Prochází dvěma kraji a dvěma okresy.
Do překategorizování silnic v roce 1997 byla silnice II/169 značená až na česko-německou státní hranici na Bučině.

## Vedení silnice

### Plzeňský kraj, okres Klatovy
- Horažďovice (křiž. I/22)
- Týnec (křiž. III/1691)
- Malé Hydčice (křiž. III/1692)
- Bojanovice
- Rabí (křiž. III/1693, III/1694)
- Čepice (křiž. III/1695)
- Dobršín (křiž. III/1696, III/1697)
- Sušice (křiž. II/187, II/171, III/1698, peáž s II/171)
- Divišov
- Dlouhá Ves (křiž. II/145, peáž s II/145)
- Rejštejn (křiž. II/145, III/1699, III/16910, peáž s II/145)
- Svojše
- Horská Kvilda

### Jihočeský kraj, okres Prachatice
- Vydří Most (křiž. II/168)
- Kvilda (křiž. II/167, III/16910)